# 392 (číslo)
Tři sta devadesát dva je přirozené číslo. Následuje po číslu tři sta devadesát jedna a předchází číslu tři sta devadesát tři. Římskými číslicemi se zapisuje CCCXCII a řeckými číslicemi τϟβ.

## Matematika
392 je:
- Abundantní číslo
- Složené číslo
- Šťastné číslo

## Astronomie
- (392) Wilhelmina je planetka hlavního pásu, kterou objevil v roce 1894 Max Wolf

## Roky
- 392
- 392 př. n. l.